# Friedrich von Förderreuther
Friedrich „Fritz“ Förderreuther, seit 1918 Ritter von Förderreuther, (* 15. März 1852 in München; † 20. Oktober 1929 in Pasing) war ein deutscher Eisenbahningenieur.

## Leben
Förderreuther studierte an der Technischen Hochschule München Maschinenbau. 1872 wurde er Mitglied des Corps Vitruvia München. 1874 trat er in Dienst der Generaldirektion der Bayerischen Staatseisenbahnen ein. Er war der ingenieurtechnische Referent der Bauoberleitung der Bahnstrecke Aschaffenburg-Miltenberg mit Miltenberg-Amorbach, der Fichtelgebirgsbahn, der Erweiterung des Staatsbahnhofes Nürnberg und der Verlegung des Bahnhofes Hof. 1895 wechselte er als Bezirksingenieur von der Generaldirektion in München nach Donauwörth. 1898 wurde er zur Generaldirektion zurückversetzt. 1900 wurde er zum Oberingenieur ernannt. 1901 erfolgte seine Ernennung zum Regierungsrat. 1907 wechselte er als Oberregierungsrat in das Bayerische Staatsministerium für Verkehrsangelegenheiten. Dort wurde er 1908 zum Ministerialrat befördert.
Durch König Ludwig III. wurde Förderreuther im Januar 1918 mit dem Ritterkreuz des Verdienstordens der Bayerischen Krone beliehen. Damit verbundenen war die Erhebung in den persönlichen Adelsstand und er durfte sich nach der Eintragung in die Adelsmatrikel „Ritter von Förderreuther“ nennen.
1920 trat er in den Ruhestand ein.
Förderreuthers Wirken über mehr als vier Jahrzehnte war maßgeblich für den Ausbau der Bayerischen Staatsbahnen, wofür er neben dem Ehrenkreuz des Verdienstordens vom Heiligen Michael (1913) und dem König Ludwig-Kreuz (1916) auch den Roten Adlerorden III. Klasse (1908) erhielt. Seine Tochter Tilde Förderreuther war verheiratet mit dem Lokomotivkonstrukteur Georg Lotter.

## Schriften
- Vorrichtung zur Verhinderung vorzeitigen Umlegens centralisirter Weichen. In: Zeitung des Vereins deutscher Eisenbahnverwaltungen. 1891, S. 581.
- Ueber den Werth der Fahrstraßenhebel in Weichen- und Signalstellwerken. In: Centralblatt der Bauverwaltung. 13. Jahrgang, Nr. 11 (18. März 1893), S. 116–117. (Digitalisat)